# New Life Soundmagazine
Das New Life Soundmagazine war eine Musikzeitschrift, die ab 1983 zunächst als Depeche-Mode-Fanzine in der Schweiz herausgegeben wurde und sich in der Mitte der 1980er zu einem bedeutenden Medium für die Elektronik-, Wave- und Independent-Bewegung entwickelte. Der thematische Schwerpunkt des Magazins lag auf Genres wie Electropop, Electro Wave, Post-Industrial, Electronic Body Music und New Beat. Darüber hinaus war das New Life eine der ersten Musikzeitschriften, die ausführlich über die als Sound of Frankfurt bekannt gewordene Musik aus dem Rhein-Main-Gebiet berichteten.
Die Redaktion bestand ursprünglich aus den Schweizern Sebastian Koch, René Gastl, Bruno Klingler und Gabi Achermann, die das Magazin gegründet hatten. Später stammten die Mitarbeiter überwiegend aus Deutschland. Das Magazin erschien zehnmal jährlich. In der zweiten Hälfte der 1980er wurde parallel zur deutschsprachigen Ausgabe ein schwedischer Ableger publiziert, wodurch das New Life auch im fremdsprachigen Ausland Bekanntheit erlangte. Neben Magazinen wie Frontpage zählte es damit zu den populärsten Zeitschriften für elektronische Musik. 1990 wurde die Herausgabe des New Lifes in der Schweiz jedoch unerwartet eingestellt. In der deutschen Ausgabe waren maßgeblich Autoren wie Sven Freuen, Ulrich Hinz und George Lindt als Autoren tätig, die später selber Plattenfirmen gründeten und teilweise auch als Verleger sich selbständig machten u. a. Kodex Records, Suhshia Light, Lieblingslied Records und Fly Fast Records.
Im Juni 1992 erfolgte eine Neubelebung des Magazins durch Armin Johnert und Andreas Tomalla (Talla 2XLC), die das Frontpage Technozine zwei Monate zuvor verlassen bzw. dessen Herausgabe in Frankfurt am Main durch den Technoclub eingestellt hatten. Schon Ende des Jahres 1991 wurde in Absprache mit Sebastian Koch in Erwägung gezogen, das New Life Soundmagazine als geeigneten Ersatz zu reanimieren, da Johnert als ehemaliger Chefredakteur und Tomalla als Journalist mit der Entwicklung des Frontpage Technozines unzufrieden waren. Dieses hatte seinen Schwerpunkt von Synthpop, EBM und Wave auf Techno und House verlagert und wurde nun als Techno-Szene-Magazin in Berlin herausgebracht (siehe hierzu den Frontpage-Artikel).
In den nachkommenden Jahren avancierte das New Life – nun mit neuem Standort in Hessen – zum Sprachrohr der Elektro-Szene der 1990er Jahre. Der Themenschwerpunkt lag dabei auf Elektro, Electropop, EBM, IDM, Ambient, Electronica, Crossover und Industrial Metal.
Ende desselben Jahrzehnts und mit dem Aufkommen vergleichbarer Magazine, wie Bodystyler, Neurostyle und Vertigo, stellte das New Life seine Aktivitäten ein.